# Testwell CTC++
Testwell CTC++ Test Coverage Analyzer for C and C++ est un outil de couverture de test (engl. Code Coverage ou Test Coverage) pour les projets en C et C++.
Cet outil est disponible sous Windows, Linux, Solaris et HP-UX et fonctionne avec tous les compilateurs. Pour le développement des systèmes embarqués, l'outil de couverture de test  fonctionne avec toutes les cibles même si elles sont très petites.
Testwell CTC++ analyse toutes les catégories de couvertures de test, entre autres la couverture de décision modifié (Modified Condition Coverage) à la Couverture de condition / décision modifiée MC/DC et répond ainsi aux exigences des normes de qualité, telles que la certification DO-178B dans les projets aéronautique. L'outil est donc performant dans les projets critiques ayant un niveau d'exigence et une qualité de code élevée.
Le développement de CTC++ a commencé en 1989 par Nokia Data Systems Oy. Depuis 1992, c'est la société Testwell Oy qui développe Testwell CTC++ à Tampere (Finlande). En 2013, Verifysoft Technology GmbH (Offenbourg, Allemagne) a acquis les droits de propriété pour Testwell CTC++. 

## CTC++ for Java and Android / CTC++ for C#
Grâce à CTC++ pour Java et Android add-on, l'outil Testwell CTC++ peut être étendu à Java. Avec CTC++ pour C# add-on Testwell CTC++ analyse du code source écrit en C Sharp. Les add-ons (extensions pour Java et C Sharp) ont été développés depuis 2007 par la société Verifysoft Technology GmbH.